# در زندگیم (فیلم ۱۹۷۸)
در زندگیم (دانمارکی: Honning Måne) یک فیلم به کارگردانی بیله آگوست است که در سال ۱۹۷۸ منتشر شد.